# Élections législatives de 1958 dans le Var
Les élections législatives françaises de 1958 se déroulent les 23 et 30 novembre 1958. Dans le département du Var, quatre députés sont à élire dans le cadre de quatre circonscriptions. 

## Élus
| Circonscription | Député élu          | Parti | Parti |
| --------------- | ------------------- | ----- | ----- |
| 1re             | Gabriel Escudier    |       | UNR   |
| 2e              | René-Georges Laurin |       | UNR   |
| 3e              | Henri Fabre         |       | UNR   |
| 4e              | Jean Vitel          |       | UNR   |

## Système électoral
Pour la première fois depuis 1936, les élections législatives ont lieu au scrutin uninominal majoritaire à deux tours dans des circonscriptions uninominales.
Est élu au premier tour le candidat qui réunit la majorité absolue des suffrages exprimés et un nombre de voix au moins égal au quart (25 %) des électeurs inscrits dans la circonscription. Si aucun des candidats ne satisfait ces conditions, un second tour est organisé entre les candidats ayant réuni un nombre de voix au moins égal à 5 % des suffrages exprimés. Au second tour, le candidat arrivé en tête est déclaré élu.
Le seuil de qualification, basé sur un pourcentage relativement faible des suffrages exprimés, tend à faciliter l'accès au second tour de plus de deux candidats. Les candidats en lice au second tour peuvent ainsi fréquemment être trois, un cas de figure appelé « triangulaire ». Lorsque quatre candidats s'affrontent au second tour, on parle de « quadrangulaire ».

## Résultats

### Résultats à l'échelle du département
| Parti          | Parti                                            | Premier tour | Premier tour | Second tour | Second tour | Sièges |
| Parti          | Parti                                            | Voix         | %            | Voix        | %           | Sièges |
| -------------- | ------------------------------------------------ | ------------ | ------------ | ----------- | ----------- | ------ |
|                | Union pour la nouvelle République                | 59 406       | 31,34        | 100 745     | 51,68       | 4      |
|                | Centre national des indépendants et paysans      | 13 302       | 7,02         | Retrait     | Retrait     | 0      |
|                | Modérés                                          | 11 280       | 5,95         | Retrait     | Retrait     | 0      |
|                | Droite parlementaire                             | 83 988       | 44,31        | 100 745     | 51,68       | 4      |
|                |                                                  |              |              |             |             |        |
|                | Section française de l'Internationale ouvrière   | 44 808       | 23,64        | 47 318      | 24,28       | 0      |
|                | Parti communiste français                        | 44 256       | 23,35        | 46 861      | 24,04       | 0      |
|                | Centre républicain                               | 8 916        | 4,70         | Retrait     | Retrait     | 0      |
|                | Extrême droite                                   | 3 134        | 1,65         |             |             | 0      |
|                | Parti républicain, radical et radical-socialiste | 2 853        | 1,51         | Retrait     | Retrait     | 0      |
|                | Mouvement républicain populaire                  | 955          | 0,50         |             |             | 0      |
|                | Divers                                           | 623          | 0,33         | 0           |             |        |
|                |                                                  |              |              |             |             |        |
| Inscrits       | Inscrits                                         | 265 708      | 100,00       | 265 584     | 100,00      | 4      |
| Abstentions    | Abstentions                                      | 72 052       | 27,12        | 67 630      | 25,46       |        |
| Votants        | Votants                                          | 193 656      | 72,88        | 197 954     | 74,54       |        |
| Blancs et nuls | Blancs et nuls                                   | 4 123        | 2,13         | 3 030       | 1,53        |        |
| Exprimés       | Exprimés                                         | 189 533      | 97,87        | 194 924     | 98,47       |        |

### Résultats par circonscription

#### Première circonscription (Draguignan)
| Candidat       | Candidat                | Parti          | Premier tour | Premier tour | Second tour | Second tour |  |
| Candidat       | Candidat                | Parti          | Voix         | %            | Voix        | %           |  |
| -------------- | ----------------------- | -------------- | ------------ | ------------ | ----------- | ----------- |  |
|                | Pierre Gaudin           | SFIO           | 12 829       | 28,02        | 17 081      | 35,79       |  |
|                | Fernand Arnaud          | PCF            | 11 708       | 25,58        | 12 341      | 25,86       |  |
|                | Gabriel Escudier élu    | UNR            | 10 671       | 23,31        | 18 297      | 38,34       |  |
|                | Pierre-Philippe Verrier | CNIP           | 7 201        | 15,73        | Retrait     | Retrait     |  |
|                | Pierre Travers          | Modérés        | 3 369        | 7,36         | Retrait     | Retrait     |  |
|                |                         |                |              |              |             |             |  |
| Inscrits       | Inscrits                | Inscrits       | 61 909       | 100,00       | 61 899      | 100,00      |  |
| Abstentions    | Abstentions             | Abstentions    | 14 732       | 23,8         | 13 168      | 21,27       |  |
| Votants        | Votants                 | Votants        | 47 177       | 76,2         | 48 731      | 78,73       |  |
| Blancs et nuls | Blancs et nuls          | Blancs et nuls | 1 399        | 2,97         | 1 012       | 2,08        |  |
| Exprimés       | Exprimés                | Exprimés       | 45 778       | 97,03        | 47 719      | 97,92       |  |

#### Deuxième circonscription (Fréjus)
| Candidat       | Candidat                | Parti          | Premier tour | Premier tour | Second tour | Second tour |  |
| Candidat       | Candidat                | Parti          | Voix         | %            | Voix        | %           |  |
| -------------- | ----------------------- | -------------- | ------------ | ------------ | ----------- | ----------- |  |
|                | René-Georges Laurin élu | UNR            | 10 502       | 23,59        | 24 730      | 54,14       |  |
|                | Noëlle Thomazo          | PCF            | 8 152        | 18,31        | 9 595       | 21          |  |
|                | Robert Aymard           | SFIO           | 7 601        | 17,08        | 11 357      | 24,86       |  |
|                | Aimé Perrimond          | CR             | 6 044        | 13,58        | Retrait     | Retrait     |  |
|                | Marius Coulomb          | CR             | 2 872        | 6,45         | Retrait     | Retrait     |  |
|                | Léon Isnard             | Radsoc         | 2 853        | 6,41         | Retrait     | Retrait     |  |
|                | Jean Sorba              | Modérés        | 2 838        | 6,38         | Retrait     | Retrait     |  |
|                | Jack Launoy             | UFF            | 1 582        | 3,55         |             |             |  |
|                | Thérèse Le Cam          | MRP            | 955          | 2,15         |             |             |  |
|                | Justin Vassas           | Modérés        | 862          | 1,94         |             |             |  |
|                | Roger Garcin            | UFF            | 253          | 0,57         |             |             |  |
|                |                         |                |              |              |             |             |  |
| Inscrits       | Inscrits                | Inscrits       | 62 610       | 100,00       | 62 592      | 100,00      |  |
| Abstentions    | Abstentions             | Abstentions    | 16 848       | 26,91        | 15 950      | 25,48       |  |
| Votants        | Votants                 | Votants        | 45 762       | 73,09        | 46 642      | 74,52       |  |
| Blancs et nuls | Blancs et nuls          | Blancs et nuls | 1 248        | 2,73         | 960         | 2,06        |  |
| Exprimés       | Exprimés                | Exprimés       | 44 514       | 97,27        | 45 682      | 97,94       |  |

#### Troisième circonscription (Toulon)
| Candidat       | Candidat                | Parti          | Premier tour | Premier tour | Second tour | Second tour |  |
| Candidat       | Candidat                | Parti          | Voix         | %            | Voix        | %           |  |
| -------------- | ----------------------- | -------------- | ------------ | ------------ | ----------- | ----------- |  |
|                | Henri Fabre élu         | UNR            | 15 150       | 32,87        | 27 270      | 57,41       |  |
|                | Édouard Le Bellegou     | SFIO           | 10 684       | 23,18        | 10 628      | 22,37       |  |
|                | Jean Bartolini          | PCF            | 9 325        | 20,23        | 9 603       | 20,22       |  |
|                | Louis Puy               | CNIP           | 6 101        | 13,24        | Retrait     | Retrait     |  |
|                | Raymond Grisoni         | Modérés        | 4 211        | 9,14         | Retrait     | Retrait     |  |
|                | Frédéric Fortoul-Gardel | Divers         | 623          | 1,35         |             |             |  |
|                |                         |                |              |              |             |             |  |
| Inscrits       | Inscrits                | Inscrits       | 68 966       | 100,00       | 68 870      | 100,00      |  |
| Abstentions    | Abstentions             | Abstentions    | 22 163       | 32,14        | 20 868      | 30,3        |  |
| Votants        | Votants                 | Votants        | 46 803       | 67,86        | 48 002      | 69,7        |  |
| Blancs et nuls | Blancs et nuls          | Blancs et nuls | 709          | 1,51         | 501         | 1,04        |  |
| Exprimés       | Exprimés                | Exprimés       | 46 094       | 98,49        | 47 501      | 98,96       |  |

#### Quatrième circonscription (La Seyne-sur-Mer)
| Candidat       | Candidat        | Parti          | Premier tour | Premier tour | Second tour | Second tour |  |
| Candidat       | Candidat        | Parti          | Voix         | %            | Voix        | %           |  |
| -------------- | --------------- | -------------- | ------------ | ------------ | ----------- | ----------- |  |
|                | Jean Vitel élu  | UNR            | 23 083       | 43,43        | 30 448      | 56,36       |  |
|                | Toussaint Merle | PCF            | 15 071       | 28,36        | 15 322      | 28,36       |  |
|                | Franck Arnal    | SFIO           | 13 694       | 25,77        | 8 252       | 15,28       |  |
|                | Napoléon Pietri | UFF            | 1 299        | 2,44         |             |             |  |
|                |                 |                |              |              |             |             |  |
| Inscrits       | Inscrits        | Inscrits       | 72 223       | 100,00       | 72 223      | 100,00      |  |
| Abstentions    | Abstentions     | Abstentions    | 18 309       | 25,35        | 17 644      | 24,43       |  |
| Votants        | Votants         | Votants        | 53 914       | 74,65        | 54 579      | 75,57       |  |
| Blancs et nuls | Blancs et nuls  | Blancs et nuls | 767          | 1,42         | 557         | 1,02        |  |
| Exprimés       | Exprimés        | Exprimés       | 53 147       | 98,58        | 54 022      | 98,98       |  |